# 山川竜司
山川 竜司（やまかわ りゅうじ、1970年4月2日 - ）は、日本の元プロレスラー。
本名、山川 征二（やまかわ せいじ）。北海道川上郡弟子屈町出身。身長176.5cm、体重90kg。大日本プロレス所属。

## 経歴
1994年10月25日、神奈川・南足柄市体育センター、対ポイズン澤田戦にてデビュー。
以後、NOW（1994年）、東京プロレス（1994年 - 1995年）、大日本プロレス（1995年 - ）と、活躍の場を移してきた。
リングネームの改名歴は、本名でデビューの後、1996年8月に「竜司山川」と改名したがすぐに現在の「山川竜司」へ改名した。
「不死身」という言葉を「不自身」と間違えて書いてしまい、以降彼の通り名として定着してしまった。
大日本では、シャドウWX・本間朋晃と共に、「新世代デスマッチファイター」として活躍。
1995年には総合格闘技も経験。師匠格のケンドー・ナガサキがバーリトゥード修行にブラジルに渡った際には同行し、共にマルコ・フアスの道場で修業。滞在中の10月22日にはVALE TUDO BRAZIL OPENに出場。ムエタイのブンシマ・ローンと対戦、ギロチンチョークで敗退する。
1999年5月30日新川崎大会でBJW認定デスマッチヘビー級王座を初戴冠。
2000年2月22日後楽園、金村キンタローの持つWEWハードコア王座に挑戦し勝利。その年の8月29日後楽園では、ザンディグが保持していたデスマッチヘビー級王座にも挑戦したが、敗北を喫する。

### 事故から復帰・休養へ
2001年3月18日・博多スターレーン大会で試合中、ワイフビーターがエプロンから場外へのネックハンギングボムを狙った際、距離を誤りフロアに後頭部を強打、頭蓋骨骨折により、意識不明の重体にまで陥った。
療養期間を経て、同年12月2日横浜アリーナ大会（WEWハードコアタッグ&BJWタッグ両選手権試合・MEN'Sテイオー・関本大介（BJWタッグ王者組）vs 山川・金村（WEWハードコアタッグ王者組））で復帰するも、後遺症による左半身麻痺と椎間板ヘルニアの併発で、思うような試合展開ができないばかりか、日常生活にも影響を及ぼしていた。特に、椎間板ヘルニアに至っては、腰を打ってMRI検査で発見されるまで、一切気づかなかったという始末。医師からも「ナメたらエラいことになっていた」とまで言われた。
実際、山川はそのような状態にまで陥っても、デスマッチを最後までやりこなしていた時もあったが、あまりにも試合内容が不甲斐なく、リングネームを本名に強制変更されたり、「友人」と称するマスクマン「ミスター大日本」としてリングに上がったりとしているうちに、次第に容態が悪化。2004年9月26日の後楽園ホール大会を最後に 1年間の休養を取ることになった。
休養後は北海道に戻り、2004年12月1日、札幌・薄野でスナック「薄野プロレスYAMARYU」を開店。その傍ら、体調を戻すため、トレーニングに励み、大日本の札幌テイセンホール大会開催時には、団体のPR活動も行っていた。
1年経過の2005年10月14日、後楽園ホールを訪れたが、気持ちの整理がつかないこと、万全な体調ではないことなどを理由に、無期限へと切り替えることを発表した。
2006年5月5日・横浜赤レンガ大会前。6月以降の桂スタジオ大会を実験的な大会と位置付け、新たにデスマッチファイターを公募する記者会見で、盟友シャドウWXから、「（山川が）桂スタジオに出てくるのも一つの手ではないか」と発言。
これに奮起した山川は7月、札幌の店を週末のみの営業とし、横浜・鴨居の道場に泊まり込んでの練習を開始。
2006年9月23日、越谷・桂スタジオ大会にて、兄貴分と慕う金村キンタローをパートナーに迎え、同期の黒田哲広・シャドウWXを相手に再起戦を行い、復帰を宣言。しかし、椎間板ヘルニアは完治していないため、実況席で見ていた統括部長（当時）・登坂栄児からは、「頂点を目指すレスラーとしては『NO』だ」と厳しい評価が下った。
10月の後楽園ホール大会で、FMW軍として黒田・田中将斗と組んだ金村から、関本に一回田中と組んでみるように提案した際、「ダッサダサで、もうどうしようもないけど山川もおる!」と参加をほのめかし、これを受けて10月29日・札幌テイセンホールにて金村・黒田と組んで、関本・佐々木義人 (プロレスラー)・田中との6人タッグマッチに出場。この時、右肩手術のために長期欠場が決まっていた田中から、「お前も椎間板ヘルニアを治して第一線に戻れ」と提案された。
その後は北海道に戻り、大日本にはスポット参戦の形態を取ることとなる。2008年春からアジアンプロレスプロモーションの興行に参戦。9月、新木場1stRING大会（自身4年ぶりの東京での試合）に、12月には横浜文化体育館に参戦したが、どちらもデスマッチではなく、通常ルールでの試合となった。
2009年8月19日新木場1stRING大会・8人タッグトーナメントにおいて、7年振りの蛍光灯デスマッチを2試合行った。しかし、その後は試合内容の悪さから、2010年5月4日横浜文体・大日本15周年記念興行の参戦を最後に再び休養に入る。

### 引退へ
2010年10月、登坂から引退を勧告され、引退に向けての練習を行うことを決定。2011年にはスナックを札幌から横浜へ移転し、横浜道場での練習を開始。
2011年11月22日後楽園大会、休憩明けの挨拶にて、登坂社長から最終期限を「2012年7月15日・札幌テイセンホール大会とする」と宣言。
12月6日新木場1stRING大会にて復帰。ここから引退ロードとして、蛍光灯から有刺鉄線、ファイヤーデスマッチや月光闇討ちデスマッチなどをこなし、2012年7月15日・札幌テイセンホール大会「蛍光灯+五寸釘ボードデスマッチ」をもって引退した。

### 引退後
引退後は健康運動指導士の資格所得を目指し、スポーツを通じた社会貢献活動に取り組むことを表明。大日本プロレスでもスタッフとして会場内に姿を見せつつ横浜のスナックの営業を継続している。
2013年3月2日、Wrestling New Classic横浜ラジアントホール大会に特別レフェリーとして参加した。

## 得意技
リバース・タイガー・ドライバー
山川の代表的フィニッシュ・ホールド。
トリプルHのペディグリーと同じく、ダブルアームからフェイスバスターで落とす技であるが、かける側が開脚して尻餅をつく点が異なる。
現在は、葛西純がこの技をつなぎ技として引き継いでいるほか、女子プロレスラーの松本都も、山川の引退興行の前に行われたアイスリボン札幌大会で披露している。大日本プロレス所属の選手としては宇藤純久が使用している。
パワーボム
ラリアット
ギロチンドロップ

### 合体攻撃
摩周
本間朋晃とのタッグターム「BJジャックス」でタイトル戦線を繰り広げていた時に考案された合体技。山川の地元の摩周湖にちなんで命名。本間が山川を肩車で担ぎ上げ、山川がコーナー最上段に座らせた相手に雪崩式のブレーンバスターを決める。
摩周2000
こちらも本間との合体技。本間が山川を肩車で担ぎ上げ、山川がコーナー最上段に座らせた相手に雪崩式のバックフリップを決める。
摩周WX
シャドウWXとの合体技。WXが山川を肩車で担ぎ上げ、山川がコーナー最上段に座らせた相手に雪崩式のダブルアーム・スープレックスを決める。
裏摩周

## 入場曲
ジャーニー・Separate Ways (Worlds Apart)

## 横浜プロレス酒場YAMARYU
- 休業後の2004年12月1日、札幌市薄野に開店していたが、引退に向けた練習を横浜で行うため、2011年に横浜に移転。
- 所在地：横浜市中区長者町8丁目136-8 横浜エイトセンタービル1F

## タイトル歴

### 大日本プロレス
BJW認定デスマッチヘビー級王座
第6代・第8代
BJW認定タッグ王座
第2代・第4代・第6代・第8代・第10代・第13代・第18代（パートナーは田尻義博 → 中牧昭二 → マイク・サンプラス → 本間朋晃 → シャドウWX → MEN'Sテイオー）
大日本最侠タッグリーグ戦
1999年・2000年優勝（パートナーは共に本間朋晃）

### FMW
WEWハードコア王座
第2代
WEWハードコアタッグ王座
第8代（パートナーは金村キンタロー）